# عرعره
عرعره (به لاتین: Ar'ara) یک منطقهٔ مسکونی در اسرائیل است که در هادرا واقع شده‌است.